# Statues-menhirs de Rieuvel
Les statues-menhirs de Rieuvel sont deux statues-menhirs appartenant au groupe rouergat découvertes à Moulin-Mage, dans le département du Tarn en France.

## Statue n°1
Elle a été découverte en 1896 par le curé Gautrand à Rieuvel, où elle servait de pontet sur un ruisseau. Elle a été gravée sur une dalle de diorite de 2,10 m de hauteur sur 1,07 m de largeur et 0,30 m d'épaisseur de forme quadrangulaire.
La statue est complète mais les gravures du dos de la statue ont pratiquement totalement été effacées par l'usage comme passerelle. C'est une statue masculine. Le visage est délimité par un bourrelet. Les membres supérieurs et inférieurs sont bien marqués. Les jambes sont disjointes et les genoux sont apparents. Le personnage porte un vêtement à plis fermé par une ceinture avec une boucle rectangulaire, un baudrier et « l'objet » orné d'un décor en chevrons, interprété par certains comme un fourreau tressé.
La statue-menhir est inscrite monument historique au titre d'objet depuis le 14 octobre 2019.

## Statue n°2
Elle a été découverte en 1987 par Hervé Goult lors d'une rénovation d'un bâtiment où elle était utilisée comme montant de porte. Elle a été gravée sur une dalle de diorite de 1,38 m de hauteur sur 0,63 m de largeur et 0,22 m d'épaisseur.
La statue est complète mais ses gravures sont très abîmées. C'est une statue féminine. Le visage est représenté par un « T » (nez et arcades sourcilières). La main droite et les jambes ont disparu. Le personnage porte un collier à cinq rangs et une ceinture. Au dos, les crochets-omoplates et la chevelure en natte sont représentés.
La statue-menhir est inscrite monument historique au titre d'objet depuis le 14 octobre 2019.